# Tanja Jonak
Tanja Jonak (* 19. November 1970 in Tettnang, Baden-Württemberg) ist eine deutsche Schlagersängerin.

## Leben
Tanja Müller-Jonak (geb. Jonak) wurde 1985 Siegerin des Wettbewerbs "Star von Morgen" des Südwestfunks in Baden-Baden. Anlässlich der Verleihung der Goldenen Stimmgabel erhielt sie den Nachwuchspreis für ihren Titel Im Tal der 1000 Tränen. In den Folgejahren wurden weitere Singles produziert.
1989 übernahm das Produzententeam Jean Frankfurter/Irma Holder die junge Sängerin. Sie schrieben für Jonak 1991 den Titel Hand in Hand in die Sonne, mit dem sie sich bei der Vorentscheidung zum Eurovision Song Contest bewarb, jedoch nur den 6. Platz erreichte.
Nach ein paar weiteren Aufnahmen als Schlagersängerin widmete sich Jonak mehr ihrem 1990 begonnenen Studium der Theaterwissenschaft und Kunstgeschichte in München. Hier schrieb sie eine Dissertation über englische Grabdenkmäler des 14. und 15. Jahrhunderts.
Heute lebt sie in Leipzig.

## Diskografie

### Singles
- 1985: Im Tal der 1000 Tränen
- 1986: Wieviel Sterne hat eine Nacht
- 1986: Sieben rote Rosen
- 1987: La Isla Bonita
- 1989: Immer und ewig - Du
- 1990: Regen auf der Haut
- 1991: Rote Sonne in der Nacht
- 1991: Hand in Hand in die Sonne
- 1992: In unserm Himmel ist der Teufel los
- 1993: Wenn der Mond im Schatten steht